# Cleistanthus morii
Cleistanthus morii là một loài thực vật có hoa trong họ Diệp hạ châu. Loài này được Kaneh. mô tả khoa học đầu tiên năm 1932.